# 诠释主义 (法律)
诠释主义是当代法学和法律哲学的一个思想流派。 
诠释主义的主要观点包括：

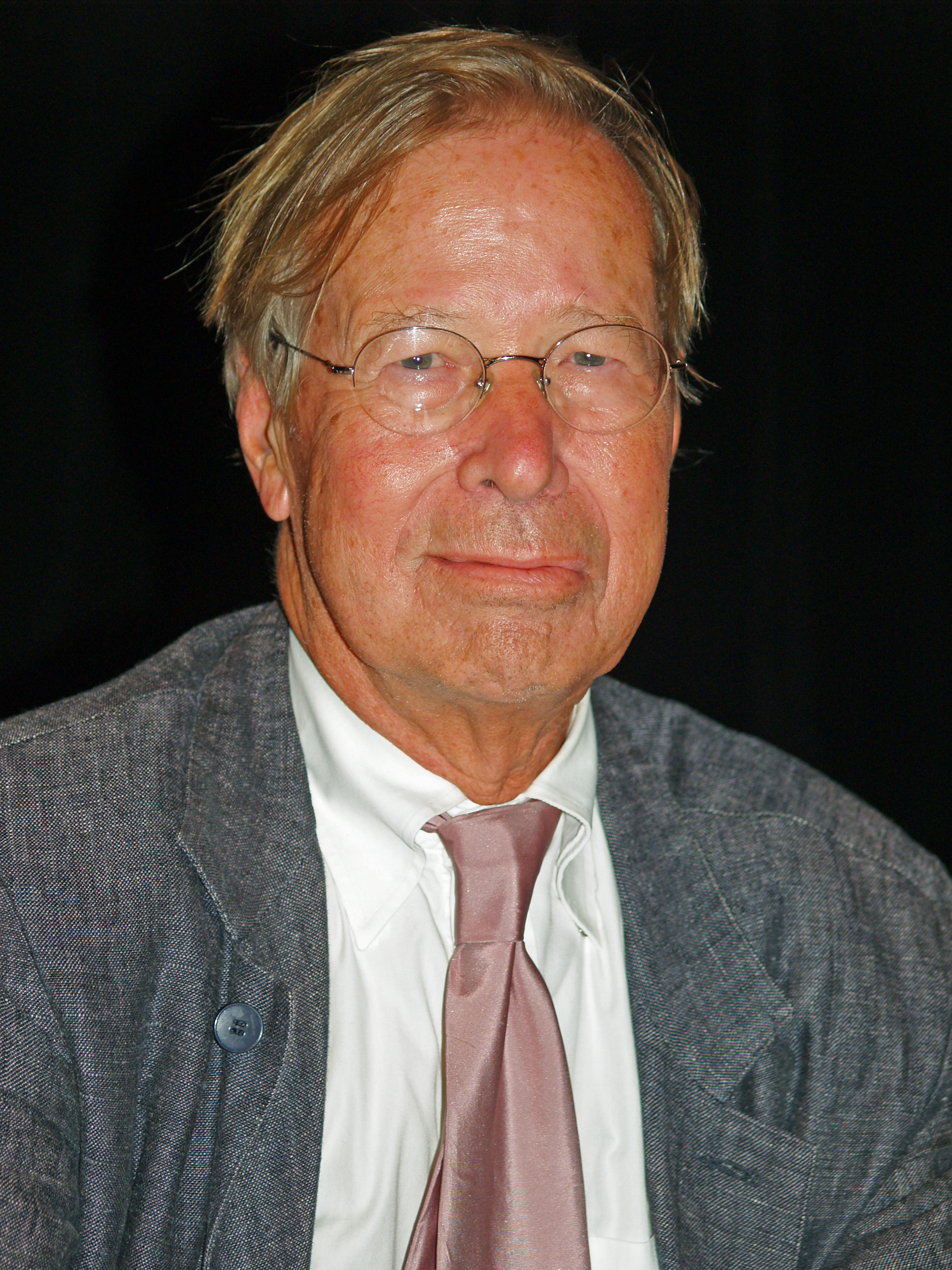
罗纳德·德沃金常常被和诠释主义联系在一起。

- 法律不是一组给定的数据、风俗或者物理事实，而是由律师们在他们的法律事务中构造和取得的东西。这是诠释主义和法律实证主义的第一个区别。由于诠释主义同时否定法律是“给定”的，诠释主义也否定了自然法理论。
- 法律和道德不是彼此分离的，尽管它们并不完全一样。这和法律实证主义的观点冲突。
- 法律不是超越或永恒的（immanent），不可以在法律实践之外独立存在。这和自然法理论的主要观点冲突。

在英语世界，诠释主义通常被认为是罗纳德·德沃金在他的书《法律帝国》里提出的关于法律本质的观点。这个观点有时被视作自然法理论和法律实证主义之外的第三条路。
这个概念也包括欧陆哲学里的法律解释学（legal hermeneutics）和Helmut Coing、Emilio Betti等作者。法律解释学可以被视作哲学上的解释学的一个分支，解释学在20世纪的主要作者是马丁·海德格尔和汉斯-格奥尔格·伽达默尔，两者都扩展了埃德蒙德·胡塞尔的现象学。解释学现在已经扩展到社会科学研究的多个领域，成为了约定主义（conventionalism）的一个替代。
在更广泛的意义上，诠释主义也包括以下作者的观点，按时间排序：Josef Esser、Theodor Viehweg、Chaim Perelman、Wolfgang Fikentscher、António Castanheira Neves、Friedrich Müller、Aulis Aarnio和Robert Alexy。